# Licopodiòfits
Els licopodiòfits (Lycopodiophyta) o licòfits (Lycophyta) són una antiga divisió de plantes vasculars sense llavors. Segons la classificació consensuada pel Pteridophyte Phylogeny Group, són una classe amb el nom de Lycopodiopsida.
Són les plantes vasculars més antigues de les que viuen actualment, ja que té els orígens en 410 milions d'anys enrere. Aquestes espècies es reprodueixen alliberant espores i tenen una alternança de generacions. Difereixen de les altres plantes vasculars pel fet de tenir fulles microfíl·liques en lloc de les megafíl·liques, més complexes, que presenten les falgueres (Polypodiophyta) i les plantes amb llavors (Spermatophyta).

## Classificació
Hi ha unes 1.290 espècies actuals dividides en tres grups principals, que dividides en classes són:
- Classe Lycopodiopsida
- Classe Isoetopsida – inclou Selaginellopsida.[5]

## Evolució
Són abundants el fòssils en el carbó. Molts gèneres s'han extingit. Les espècies del període Silurià Baragwanathia longifolia representen els primers Lycopodiophyta identificables.
Durant el període Carbonífer hi havia Lycopodiophyta en forma d'arbre (com Lepidodendron) i formaven enormes selves que dominaven la terra. Al Fossil Park de Glasgow, Escòcia, es troben arbres de Lycopodiophyta en pedra sorrenca.

## Característiques
Algunes espècies de Lycopodphyta són homospores però d'altres són heterospores amb les espores femenines més grans que les masculines.
Les espores dels Lycopodiophyta són altament inflamables i s'han fet servir en focs artificials. Actualment la huperzina, un producte químic aïllat d'un licopodi de la Xina està essent investigat com a tractament de la malaltia d'Alzheimer.